# Callicrania demandae
Callicrania demandae is een rechtvleugelig insect uit de familie sabelsprinkhanen (Tettigoniidae). De wetenschappelijke naam van deze soort is voor het eerst voorgesteld als Platystolus faberi demandae door B. Schroeter en Hans Klaus Pfau in een publicatie uit 1987.
De soort komt voor in Noord-Spanje.